# Sonata per violoncello e pianoforte n. 1 (Brahms)
La Sonata in Mi minore op. 38 è la prima delle due sonate per violoncello e piano di Johannes Brahms. Composta nel 1862 e completata nel 1865
a Karlsruhe, è dedicata al professore di canto della Singakademie di Vienna, Josef Gänsbacher, amico del compositore e violoncellista dilettante. 
L'opera ha ricevuto da subito un grande successo, ed è stata definita Sonata pastorale.

## Storia
Brahms compose i primi due movimenti durante l'estate del 1862, così come un Adagio, che sarebbe dovuto essere il secondo movimento, e che è stato successivamente eliminato. Il movimento finale è stato composto nel 1865. La sonata è originariamente intitolata "Sonate für Klavier und Violoncello" (Sonata per pianoforte e violoncello) dove il pianoforte "dovrebbe essere un partner - spesso un leader, spesso un attento e premuroso partner- ma mai, in nessun caso, dovrà assumere un ruolo di puro accompagnamento".
Nel corso di un'esecuzione privata per un pubblico di amici, Brahms aveva suonato così forte che Gänsbacher si era lamentato del fatto di non riuscire a sentire il suo violoncello, "Fortunatamente per voi!", ringhiò Brahms, abbandonando il pianoforte e gli amici.
Brahms eseguì la sonata a Mannheim nel luglio 1865, e poi la offrì, per la pubblicazione a Breitkopf & Härtel, che la rifiutarono. Aveva però inviato la sonata anche a Simrock, descrivendola, in una delle dichiarazioni più mendaci fatte da un compositore di una propria opera, come "una sonata per violoncello, che, per quanto riguarda entrambi gli strumenti, non è certamente difficile da suonare", ed egli la pubblicò nel 1866.
Il lavoro venne diffuso in Europa ed a Londra dal famoso violoncellista, Robert Hausmann. In segno di gratitudine, Brahms gli dedicò la sua seconda sonata.

## Struttura
Si tratta di un omaggio a Johann Sebastian Bach e il tema principale del primo movimento e della fuga sono basati sui Contrappunti n. 4 e 13 de L'arte della fuga.
1. Allegro non troppo, (Mi minore), in 4/4
2. Allegretto quasi minuetto, (La minore), in 3/4, con un trio in Mi maggiore.
3. Allegro (Mi minore), in 4/4

La durata dell'esecuzione è di circa 26 minuti.